# Gustaf Ekdahl
Gustaf Adalrik Ekdahl (i riksdagen kallad Ekdahl i Södertälje), född den 17 januari 1835 i Södertälje, död där 10 juni 1911, var en svensk handlare och riksdagsman.
Ekdahl bedrev handel i Södertälje från 1853. Han var även ordförande i styrelsen för Sparbanken i Södertälje från 1866 samt kommunalordförande och landstingsman. Han var ledamot av riksdagens andra kammare 1880–1887, invald i Enköpings, Södertälje, Norrtälje, Vaxholms, Öregrunds, Östhammars och Sigtuna valkrets. Han tillhörde därefter första kammaren 1888-1905, invald i Stockholms läns valkrets.